# James Dashner
James Smith Dashner (Austell, Georgia, 26 de noviembre de 1972), conocido simplemente como James Dashner, es un novelista estadounidense, principalmente de fantasía y ciencia ficción. Es mayormente conocido por haber escrito la saga de The Maze Runner (2009-2015), la cual ha vendido más de 6.5 millones de unidades en el mundo y de la que además se han hecho adaptaciones cinematográficas comercialmente exitosas.

## Biografía

### 1972-2008: primeros años e inicios como escritor
James Dashner nació el 26 de noviembre de 1972 en la ciudad de Austell, ubicada en Georgia, Estados Unidos. Con solo dos años de edad, se mudó junto a su familia a Duluth, Minnesota, donde asistió a la Duluth High School hasta su graduación en 1991. Ese mismo año, ingresó a la Universidad Brigham Young en Provo, Utah, donde conoció a su actual esposa, Lynette Anderson, con quien tuvo cuatro hijos; tras haber formado su familia, Dashner empezó a escribir novelas para tener un apoyo económico adicional. Durante su niñez y adolescencia, siempre mostró interés por la literatura, desde cuentos infantiles como Superfudge hasta novelas juveniles como Las Crónicas de Narnia y El Señor de los Anillos. En el 2003, publicó su primer libro A Door in the Woods, que daría inicio a la saga de The Jimmy Fincher, la cual se extendió hasta cuatro libros y concluyó en el 2005. Dashner se mantuvo inactivo hasta el 2008, que publicó el libro The Journal of Curious Letters, que dio comienzo a la saga de The 13th Reality, que también se extendió hasta cuatro libros.

### 2009-actualidad:The Maze RunneryThe Mortality Doctrine
En 2009, publicó The Maze Runner, primer libro de la trilogía homónima, inspirada en los libros El señor de las moscas (1954), El resplandor (1977) y El juego de Ender (1985). En los dos años siguientes, publicó The Scorch Trials y The Death Cure. La trilogía comenzó a ganar popularidad con el paso del tiempo hasta convertirse en un best seller de The New York Times y USA Today; igualmente, varios críticos escribieron reseñas favorables alabando la atmósfera distópica y el suspense. En los ALA Awards de 2011, The Maze Runner ganó un reconocimiento como mejor libro de ficción para adultos jóvenes. Asimismo, varias organizaciones estatales reconocieron el trabajo del autor hasta considerar a The Maze Runner uno de los mejores libros escritos por novelistas de Georgia. A la fecha, la trilogía ha vendido más de 6.5 millones de unidades mundialmente. Tras el éxito, Dashner escribió una precuela narrando los hechos sucedidos antes del primer libro, comenzando con The Kill Order. En el 2013, 20th Century Fox adquirió los derechos de The Maze Runner y estrenó el 19 de septiembre de 2014 su adaptación cinematográfica homónima dirigida por Wes Ball. El filme se convirtió en un éxito en taquilla al recaudar más de 340 millones de dólares, diez veces su presupuesto.  Por ello, 20th Century Fox anunció que adaptarían las dos novelas siguientes. El segundo filme de la trilogía, Maze Runner: The Scorch Trials, se lanzó en septiembre de 2015, mientras que Maze Runner: The Death Cure se lanzó en enero de 2018.
Durante el período de éxito de The Maze Runner, Dashner escribió las sagas de The Infinity Ring y The Mortality Doctrine, las cuales comenzaron a tener buena recepción con el ascenso del autor.

## Publicaciones
Saga de The Jimmy Fincher
- A Door in the Woods (2003)
- A Gift of Ice (2004)
- The Tower of Air (2004)
- War of the Black Curtain (2005)

Saga de The 13th Reality
- The Journal of Curious Letters (2008)
- The Hunt for Dark Infinity (2009)
- The Blade of Shattered Hope (2010)
- The Void of Mist and Thunder (2012)

Saga de The Maze Runner
- The Maze Runner (2009) (El corredor del laberinto en España y Correr o morir en Latinoamérica).
- The Scorch Trials (2010) (Las pruebas en España y Prueba de fuego en Latinoamérica).
- The Death Cure (2011) (La cura mortal en España y Latinoamérica).
- The Kill Order (2012) (precuela) (El destello en España y Virus letal en Latinoamérica).
- The Fever Code (2016) (precuela) (El Código de Cruel en España).
- Secret Files (Información clasificada en España y Expedientes secretos en Latinoamérica).

Saga de The Infinity Ring
- A Mutiny in Time (Libro 1) (2012)
- Son of Zeus (Libro 7) (2014)

Saga de The Mortality Doctrine
- The Eye of Minds (2013) (El juego infinito)
- The Rule of Thoughts (2014) (El juego infinito: Revolución)
- The Game of Lives (2015) (El juego infinito: La batalla final)